# مشفهة مبوزي
مشفهة مبوزي (الاسم العلمي:Chiloglanis mbozi) (بالإنجليزية: Mbozi suckermouth)‏ هي نوع من الأسماك تتبع جنس المشفهة من فصيلة الموشوكيات.